# San Gregorio dei Muratori
San Gregorio dei Muratori, även benämnd San Gregorio di Ripetta, är en kyrkobyggnad i Rom, helgad åt den helige påven Gregorius den store. Kyrkan är belägen vid Via Leccosa i Rione Campo Marzio och tillhör församlingen Sant'Agostino in Campo Marzio.
Tillnamnet ”Muratori” kommer av Confraternita dei Muratori, det vill säga murarnas skrå, vilket lät bygga kyrkan år 1527. Tillnamnet ”Ripetta” åsyftar kyrkans närhet till hamnanläggningen Porto di Ripetta.

## Kyrkans historia
Enligt den italienske arkeologen Rodolfo Lanciani lät påve Clemens VII restaurera en redan befintlig kyrka och helga den åt den helige påven Gregorius den store. Lanciani betonar att det inte gällde ett uppförande av kyrkan ex novo. År 1588 beslutade skrået att uppföra ett oratorium bredvid kyrkan. Elva år senare, år 1599, företogs en restaurering av kyrkan; en del av interiörens arkitektur härstammar från denna tid. En genomgripande ombyggnad genomfördes år 1748.
Murarnas skrå upphävdes juridiskt år 1801, men dess medlemmar fortsatte att samlas i kyrkan. Ytterligare en restaurering utfördes år 1862, men år 1912 stängdes kyrkan på grund av att skråets medlemmar minskat betydligt. Kyrkan räddades från rivning i samband med anläggandet tiberkajerna och de nya genomfartslederna, lungoteveri, genom att den inlemmades i ett nytt byggnadskomplex. I samband med detta revs Alessandro Specchis skenfasad mot Porto di Ripetta.
År 1933 revs kyrkan och inkorporerades i det nybyggda Palazzo Marescalchi, ritat av arkitekten Felice Nori. I samband med detta överläts kyrkan åt Arciconfraternita degli Amanti di Gesù e Maria al Calvario, ett brödraskap som särskilt åminner Jesu Kristi lidande och död. En restaurering av kyrkan företogs år 1938.

## Exteriören
Kyrkans fasad är parallell med dess skepp. Mellan två doriska pilastrar sitter en fresk föreställande den välsignande Gregorius den store, utförd år 1664 av Giovanni Battista Palozzi.

## Interiören
Interiören uppvisar en freskcykel med scener ur den helige Gregorius liv. Högaltarrummet, beläget mittemot ingången, är dekorerat med fresker och stuckdekorationer. Kyrkans takfresk framställer Den heliga Treenigheten.
Interiören har även två sidoaltaren; det högra har en målning föreställande Korsfästelsen, medan det vänstra har en målning som avbildar den helige Serafino av Ascoli. På insidan av fasaden återfinns stuckatören Pietro Sassis (död 1686) gravmonument.

## Bilder
| - San Gregorio dei Muratori (nummer 495 vid den röda pilen) på Giovanni Battista Nollis topografiska karta över Rom från år 1748. Nummer 496 anger Oratorio di San Gregorio dei Muratori. |